# Scott Hamilton Kennedy
Scott Hamilton Kennedy é um cineasta, escritor, cinegrafista e editor de cinema norte-americano. Como reconhecimento, foi nomeado ao Oscar 2009 na categoria de Melhor Documentário em Longa-metragem por The Garden.